# Sharp QT-8D

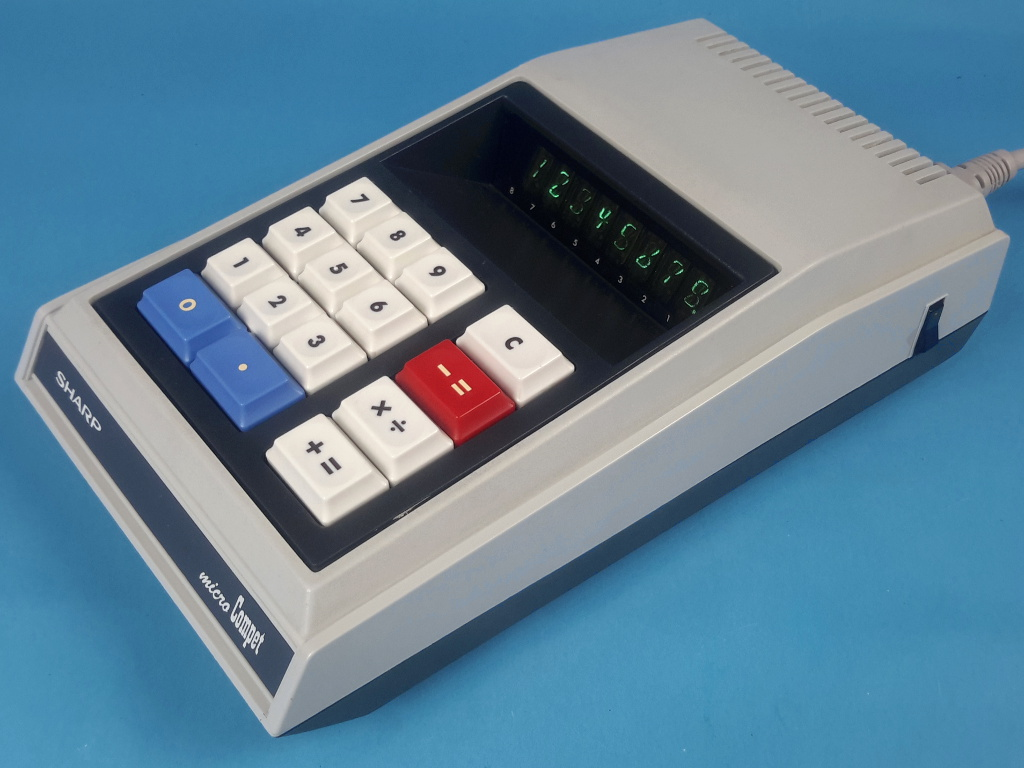
Sharp QT-8D

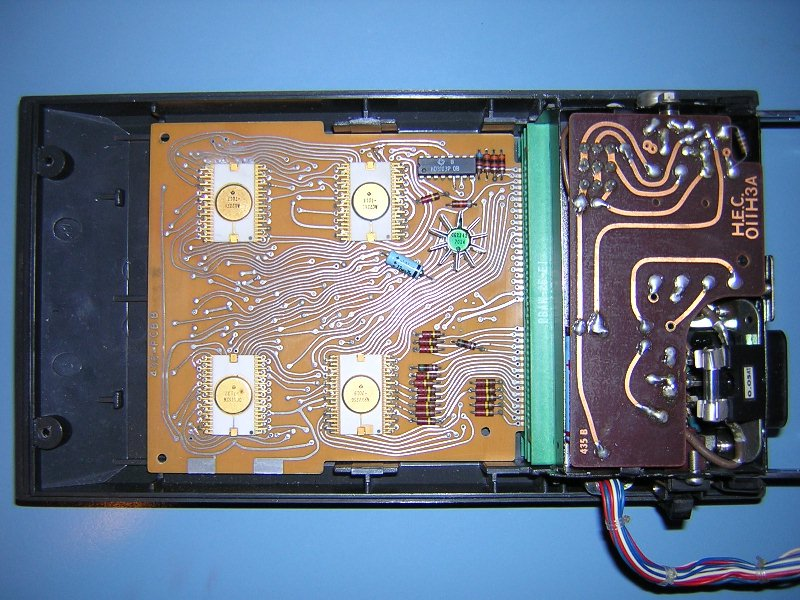
Das Innere des Rechners mit den vier LSI-ICs. Rechts die Platine mit der Netzteilelektronik

Der Sharp QT-8D „Micro Compet“ ist ein kompakter Tischrechner und gilt als der erste Rechner, dessen Logikbausteine in LSI-Technik ausgeführt waren. Bestanden frühere elektronische Rechenmaschinen noch aus zahlreichen diskreten Transistoren und Dioden sowie schwach integrierten ICs, übernahmen im Ende 1969 eingeführten QT-8D nur vier von Rockwell entwickelte ICs, von denen jedes etwa 900 Transistoren entspricht, alle wesentlichen Aufgaben.
Die Anzeige des QT-8D besteht aus acht Digitron-Röhren, in denen eine Ziffer aus acht ungewöhnlich geformten Segmenten zusammengesetzt wird. Die ausführbaren Rechenoperationen beschränken sich auf die vier Grundrechenarten. Die Tastatur umfasst 15 Tasten, wobei sich die Multiplikation und die Division eine Taste teilen – entscheidend dabei ist, ob die Rechenoperation mit += oder −= abgeschlossen wird.  
Die LSI-Technik erlaubte gegenüber den früheren Rechenmaschinen nicht nur eine starke Reduzierung der Abmessungen, sondern auch des Stromverbrauchs. Eine logische Weiterentwicklung des QT-8D war deshalb der Mitte 1970 erschienene QT-8B, der statt des integrierten Netzteils einen Akkusatz mit sechs NiCd-Zellen enthielt und damit zur ersten netzunabhängigen elektronischen Rechenmaschine wurde.
Auf Basis der vier ICs des QT-8D entstand auch der 1971 eingeführte EL-8, der als weltweit erster Taschenrechner gilt. 